# Kalwadha
Kalwadha fou una antiga vila a la riba esquerra del Tigris pocs quilòmetres al sud de Bagdad, que fou capital d'un districte (tasudj). En aquest punt desaiguava al Tigris el nahr Bin que per un canal portava aigua a Bagdad. A la seva mesquita hi venien a resar des de Bagdad. Yakut al-Hamawi (1179-1229) diu que ja estava en ruïnes al seu temps. El seu nom derivaria d'Arca de l'Aliança (Kilwadh) i la llegenda diu que l'Arca hi és enterrada.